# 赤道幾內亞航空 (2003年)
赤道幾內亞航空（西班牙文：Aerolineas de Guinea Ecuatorial）是一間貨運航空公司，成立於2003年。
航空公司結業的原因是赤道幾內亞政府命令把赤道幾內亞航空內的唯一一架安東諾夫型機去建立另一間航空公司：赤道航空

## 機隊
赤道幾內亞航空在2005年1月有一架安東諾夫An-24B型飛機。

## 備註
1. ↑   （页面存档备份，存于） 2005年8月31日